# القاعدة (اليمن)
مدينة القاعدة هي إحدى مدن محافظة إب اليمنية، تبعد عن العاصمة صنعاء حوالي 225 كم، يبلغ تعداد سكانها 39254 نسمة حسب التعداد السكاني في اليمن لعام 2004. تميزت مدينة القاعدة في العصور الوسطى بموقعها الإستراتيجي الواقع في طريق القوافل التجارية القادمة من شواطئ خليج عدن «مدينة عدن» والمتجهة صوب صنعاء وغيرها من المدن الكبرى آنذاك، يوجد فيها العديد من الأسواق الشعبية ولها سوق اسبوعي يقام كل يوم ثلاثاء.

## تاريخ
أقدم ذكر للمدينة كان أثناء الحملة العثمانية الأولى على اليمن 1537م. والمدينة هي امتداد لمدينة سهفنة، التي اجتاحها فيضان القرن السادس الهجري وتعرضت للغرق، وكانت مركزاً للعلم والعلماء، والسهفنة تقع في الضاحية الشمالية الغربية لمدينة القاعدة. وتعرف اليوم بمنطقة السفنة.

## الموقع
تقع مدينة القاعدة على الطريق الرئيسي بين صنعاء- تعز -عدن. تبعد عن تعز بحوالي 20 كيلومتر، لكنها تتبع إدارياً مديرية ذي السفال في محافظة إب. وتقع المدينة على وادي منبسط من جهة الشمال والغرب، وحافة جبلية غير مرتفعة من الجنوب، وهي المحاددة لهضبة الجندية الفاصلة بين محافظة إب وتعز. موقع مدينة القاعدة المتوسط على الطريق الرئيسي القديم والحديث، ناهيك عن توسطها ببعض القرى والوديان الزراعية الخصيبة مثل: وادي السودان وغيله الشهير المعروف «بغيل خنوة». ووادي نخلان وعميد وصهبان ووادي ضباء وذي العلاء ذي السفال والثوابي والسيف والجعاشن والنصيل والمجزف والحيمتين إلى جانب قرى ووديان الجندية وغيرها.

## التجارة
هذا الموقع جعل المدينة مركز تجاري رائج. يشتهر سوقه الاسبوعي حتى وقتنا الحاضر، والمعروف بسوق الثلوث. يتوافد اليه الباعة قبل انعقاده بيوم من مختلف مناطق اليمن بأشهر منتجاتها الزراعية والحرفية، إلى جانب الحيوانات. وكانت الفترة الذهبية للمدينة في فترة الانفتاح اليمني على الواردات التجارية الواصلة إلى عدن في أوائل خمسينيات القرن العشرين. بحكم الطريق الممهد في حينه للناقلات الذي كان يصل فقط من عدن إلى تعز وإليها، بعدها تحمل التجارة على ظهر الجمال والحمير في اتجاه الشمال إلى إب وذمار وصنعاء وصعدة. كما استمر نشاط المدينة التجاري إلى بعد قيام ثورة 26 سبتمبر، ودخلها التخطيط العمراني وتوسعت بشكل ملحوض واستمرت حتى مطلع الثمانينات، وبفعل اكتضاض الهجرة الداخلية إلى المدينة وارتفاع عدد السكان، مع شحت المياة قل ذلك النشاط، ويبلع عدد سكان المدينة حالياً حوالي خمسون الف نسمة، فيها ثلاث مدارس ثانوية والعديد من المدارس الابتدائية ومعهد مهني ومستوصف طبي وفيها مشروع مياه اهلي قديم.

## وصلات خارجية
- الجهاز المركزي للإحصاء بالجمهورية اليمنية
- المركز الوطني للمعلومات باليمن